# WHPC
WHPC（90.3 FM）是位于纽约州纳苏县花园城纳苏公共大学的一个校园广播，在1972年开播，发射功率500瓦。主要对学生和周边社区提供流行音乐和谈话类节目。